# Clan Chōsokabe

L'emblème (mon) du clan Chōsokabe.

Le clan Chōsokabe est une lignée de daimyos du Japon médiéval qui unifient l'île de Shikoku en 1585 en combattant notamment le clan Miyoshi. Le clan est originaire de la province de Tosa et unifie celle-ci en 1575 grâce à Chōsokabe Motochika. Il perd cependant la province après la bataille de Sekigahara.
Dans la geste du clan Chōsokabe, le second daimyo, Chōsokabe Nobuchika, occupe une place de choix par la téméraire expédition navale qui le voit prendre en 1585 la forteresse d'Hitachi autrefois entre les mains du clan Hōjō. Les chroniqueurs décrivent un chef de guerre d'une fougue inédite, qui lui est fatale lors de la bataille de Shimosa, où il trouve la mort après avoir occis selon la légende plus de soixante samouraïs à lui seul.

## Membres du clan (liste partielle)
- Chōsokabe Chikatada
- Chōsokabe Chikakazu
- Chōsokabe Motochika
- Chōsokabe Morichika
- Chōsokabe Nobuchika